# Embarcation
Une embarcation est un engin flottant pouvant embarquer une ou plusieurs personnes, animaux ou matériels. 
Dans la marine les embarcations constituent la drome d'un navire. Une embarcation est donc embarquée sur un navire de guerre, de commerce, de pêche ou de plaisance pour lui servir d'annexe (chaloupe, canot d'état major, baleinière, yole, doris), ou comme engin de sauvetage.
Mais ce terme est communément utilisé pour désigner un bateau de faible dimension, capable d'être manœuvré, souvent non ponté, avançant à la godille, l'aviron ou à la rame, à la pagaie, à la voile ou au moteur. Mais ce peut être aussi un radeau ou un engin flottant peu rapide et/ou peu manœuvrant.

## Utilisations
Une embarcation peut :

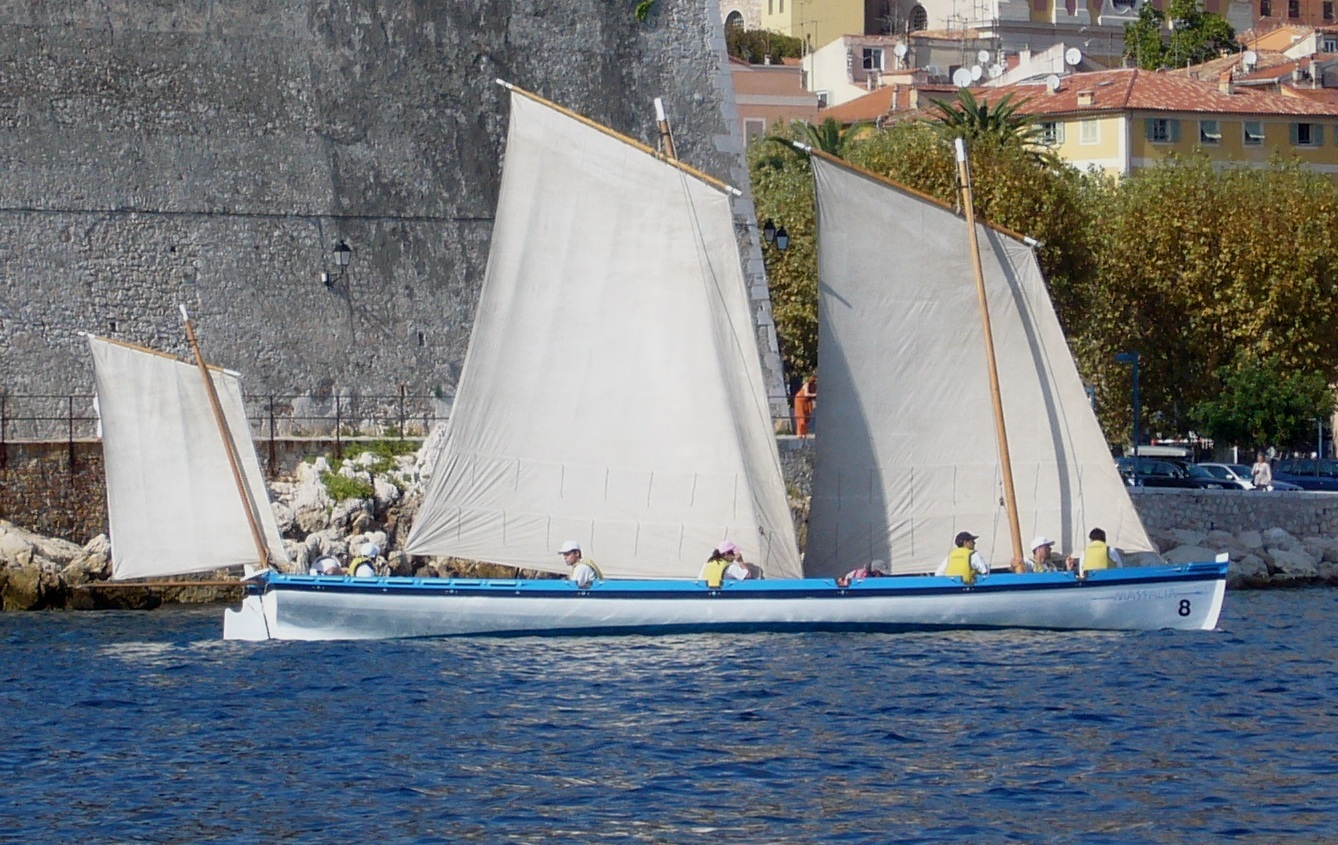
Une yole de Bantry, réplique de l'embarcation d'une frégate du XVIIIe siècle.

- être dédiée spécifiquement au transport de personnes et/ou matériels ;
- servir d'annexe à un bateau plus important, pour rejoindre la terre au mouillage et pour aider à des manœuvres particulières (prise de coffre par exemple) ; l'ensemble des embarcations d'un navire constitue la « drome » ; les embarcations sont mises à l'eau par des bossoirs ;
- servir à naviguer comme activité de sport (nautisme) ou de loisir (plaisance).

## Usages
Ces usages sont parfois multiples et ont changé selon les périodes ; ils ne peuvent donc être utilisés pour classer les différents types d'embarcations; de même il est difficile de les classer selon le mode de propulsion, l'origine... 
Il suffit de se référer à quelques exemples : canoës, kayaks, pirogues, canots, chaloupes, yoles, baleinières, annexes, chalands, gabares, etc.